# Malika Benarab-Attou
Malika Benarab-Attou (ur. 25 marca 1963 w Aïn Benian) – francuska polityk i ekonomistka, posłanka do Parlamentu Europejskiego VII kadencji.

## Życiorys
Urodziła się w Algierii w rodzinie Kabylów. Do Francji jej rodzina wyemigrowała w drugiej połowie lat 60.
Ukończyła studia wyższe w École nationale supérieure de sécurité sociale (wyższej szkole ubezpieczeń społecznych) w Saint-Étienne, uzyskała następnie dyplom DEA na Uniwersytecie Paryż VIII. Pracowała w firmie ubezpieczeniowej, zaangażowała się też w ruchy społeczne walczące z rasizmem. Przystąpiła do partii Zielonych, kandydowała z jej ramienia w wyborach lokalnych.
W wyborach w 2009 z listy Europe Écologie uzyskała mandat deputowanej do Parlamentu Europejskiego VII kadencji. Przystąpiła do grupy Zielonych – Wolnego Sojuszu Europejskiego oraz do Komisji Kultury i Edukacji.